# Klučov, Třebíč
Klučov là một làng thuộc huyện Třebíč, vùng Vysočina, Cộng hòa Séc.